# Arla
Arla é um gênero de traça pertencente à família Agonoxenidae.